# Herbie Brennan
James Herbert Brennan, generalmente abbreviato in J. H. Brennan o  Herbie Brennan (Gilford, 5 luglio 1940 – Tullow, 1º gennaio 2024), è stato uno scrittore e autore di giochi britannico, autore di romanzi per adulti e ragazzi, librogame, giochi di ruolo e saggi di occultismo.

## Biografia
Brennan si interessò alla psicologia fin da bambino, iniziando dunque a leggere libri trattanti l'argomento e dedicandosi a ricerche sull'ipnosi. Iniziò a lavorare a 18 anni come giornalista, diventando successivamente caporedattore.
All'età di 20 anni scrisse il suo primo romanzo storico, dedicandosi successivamente a tempo pieno alla scrittura.
Scrisse più di cento opere fra romanzi e saggi per adulti, ragazzi e bambini. Le sue opere, pubblicate in tutti i paesi anglofoni, sono state tradotte in più di cinquanta paesi, fra cui l'Italia, il Giappone, la Danimarca, la Francia, la Polonia, Israele, la Turchia e alcuni paesi dell'America Latina.
Fu inoltre autore di librogame, tra cui le serie Alla corte di Re Artù (Grailquest), pubblicata negli anni ottanta, Fire*Wolf e Horror classic. Ideò anche i giochi di ruolo Timeship e Man, Myth, and Magic.
Furono numerosi i testi scritti per i ragazzi, tra cui Ci hanno rubato il didgeridoo ed alcuni destinati al pubblico adulto. Il ciclo de La guerra degli elfi (Faerie Wars), composto da cinque libri, fu tra le sue opere più famose.
Coltivò vari interessi intellettuali in diversi campi, dalla psicologia alla spiritualità, dalla religione comparata alla reincarnazione, fino all'esoterismo, alla fisica e al paranormale.
Si sposò con la scrittrice Jacquie Burgess nel 1961, dalla quale ebbe due figli e da cui in seguito divorziò nel 1991. Da anni malato della malattia di Parkinson, morì il giorno di Capodanno del 2024 all'età di 83 anni.

## Opere

### Giochi di ruolo
- Man, Myth and Magic
- Timeship
- The Monster Horrorshow

### Librogame
- Fire* Wolf (Sagas of the Demonspawn)
- Alla corte di Re Artù (Grailquest)
- Horror classic (Horror Classic Gamebooks)
- Crea la tua avventura da giovane mago (firmato con lo pseudonimo di Cornelius Rumstuckle)

### Saggi e romanzi
- Astral Doorways (1971)
- Five keys to past lives (1972)
- Experimental Magic (1972)
- Occult Reich (1974)
- An Occult History of the World (1976)
- Getting What You Want (1977)
- Good Con Guide (1978)
- Reincarnation (1981)
- A Guide to Megalithic Ireland (1982)
- Discover Your past Lives: A Practical Course (1984)
- The Reincarnation Workbook: A Complete Course in Recalling Past Lives (1989)
- The Astral Projection Workbook: How to Achieve out-of-Body Experiences (1989)
- Mindpower : Succeed at School (1990)
- Mindpower: Secrets to Improve Your Image (1990)
- Aquarian Guide to the New Age (1990) (with Eileen Campbell)
- Understanding Reincarnation: Effective Techniques for Investigating Your Past Lives (1990)
- How to Get Where You Want to Go (1991)
- Discover Astral Projection (1991)
- Nostradamus: Visions of the Future (1992)
- Discover Reincarnation (1992)
- True Ghost Stories (1993)
- The Dictionary of Mind, Body and Spirit (1994) (with Eileen Campbell)
- Body Mind and Spirit: A Dictionary of New Age Ideas, People, Places, and Terms (1994) (with Eileen Campbell)
- Time Travel: A New Perspective (1997)
- Magick for Beginners (1998)
- The Little Book of Nostradamus: Prophecies for the 21st Century (1999)
- The Magical I Ching (2000)
- Magical Use of Thought Forms (2001)
- Occult Tibet (2002)
- The Book of Wizardry (2003; firmato con lo pseudonimo di Cornelius Rumstuckle)
- Tibetan Magic and Mysticism (2006; nuova edizione di Occult Tibet)

### Romanzi fantasy

#### Antologie
- Il dilemma di Benedetto XVI (The Armageddon Decision, 1977) - Il racconto scritto da Brennan è quello che dà il titolo alla raccolta

#### La guerra degli elfi(Faerie Wars)
1. La guerra degli elfi (Faerie Wars)
2. La guerra degli elfi - Il nuovo re (The Purple Emperor)
3. La guerra degli elfi - Il regno in pericolo (Ruler of the Realm)
4. La guerra degli elfi - Il destino del regno (Faerie Lord)
5. La figlia degli elfi (The Faeman Quest)

#### Romanzi singoli
- L'ultima profezia di Nostradamus (The Secret Prophecy)
- La principessa degli elfi (The Changeling)